# Clark (Pensilvania)
Clark es un borough ubicado en el condado de Mercer en el estado estadounidense de Pensilvania. En el año 2000 tenía una población de 633 habitantes y una densidad poblacional de 80 personas por km².

## Geografía
Clark se encuentra ubicado en las coordenadas 41°16′55″N 80°24′35″O / 41.28194, -80.40972

## Demografía
Según la Oficina del Censo en 2000 los ingresos medios por hogar en la localidad eran de $53,438 y los ingresos medios por familia eran $56,944. Los hombres tenían unos ingresos medios de $40,729 frente a los $26,625 para las mujeres. La renta per cápita para la localidad era de $24,892. Alrededor del 1.7% de la población estaba por debajo del umbral de pobreza.